# Gorica Valpovačka
Gorica Valpovačka je naselje u Hrvatskoj, regiji Slavoniji u Osječko-baranjskoj županiji i nalazi se u sastavu grada Belišća.

## Zemljopisni položaj
Gorica Valpovačka se nalazi na 92 metara nadmorske visine u nizini istočnohrvatske ravnice, a pokraj sela protječe rijeka Vučica. Susjedna naselja: jugozapadno se nalaze na oko 1 km udaljenosti Bocanjevci, sjeverno Vinogradci, jugoistočno Marjančaci, Ivanovci, južno Zelčin, te istočno grad Valpovo naselja u sastavu grada Valpova. Pripadajući poštanski broj je 31550 Valpovo, telefonski pozivni 031 i registarska pločica vozila OS (Osijek). Površina katastarske jedinice naselja Gorica Valpovačka je 3,45 km2.

## Stanovništvo
| broj stanovnika |       |       | 40    | 61    | 100   | 41    | 83    | 176   | 204   | 216   | 183   | 168   | 211   | 205   | 186   | 165   | 144   |
|                 | 1857. | 1869. | 1880. | 1890. | 1900. | 1910. | 1921. | 1931. | 1948. | 1953. | 1961. | 1971. | 1981. | 1991. | 2001. | 2011. | 2021. |

Iskazuje se kao naselje od 1869. Do 1900. iskazivano pod imenom Gorica, a 1869. podaci su sadržani u naselju Bocanjevci.

## Crkva
U selu se nalazi rimokatolička crkva Velike Gospe koja pripada katoličkoj župi Sv. Filipa i Jakova apostola u Bocanjevcima i valpovačkom dekanatu Đakovačko-osječke nadbiskupije. Crkveni god (proštenje) ili kirvaj slavi se 15. kolovoza.

## Vanjske poveznice
- http://www.belisce.net/